# Kołpak (czapka)

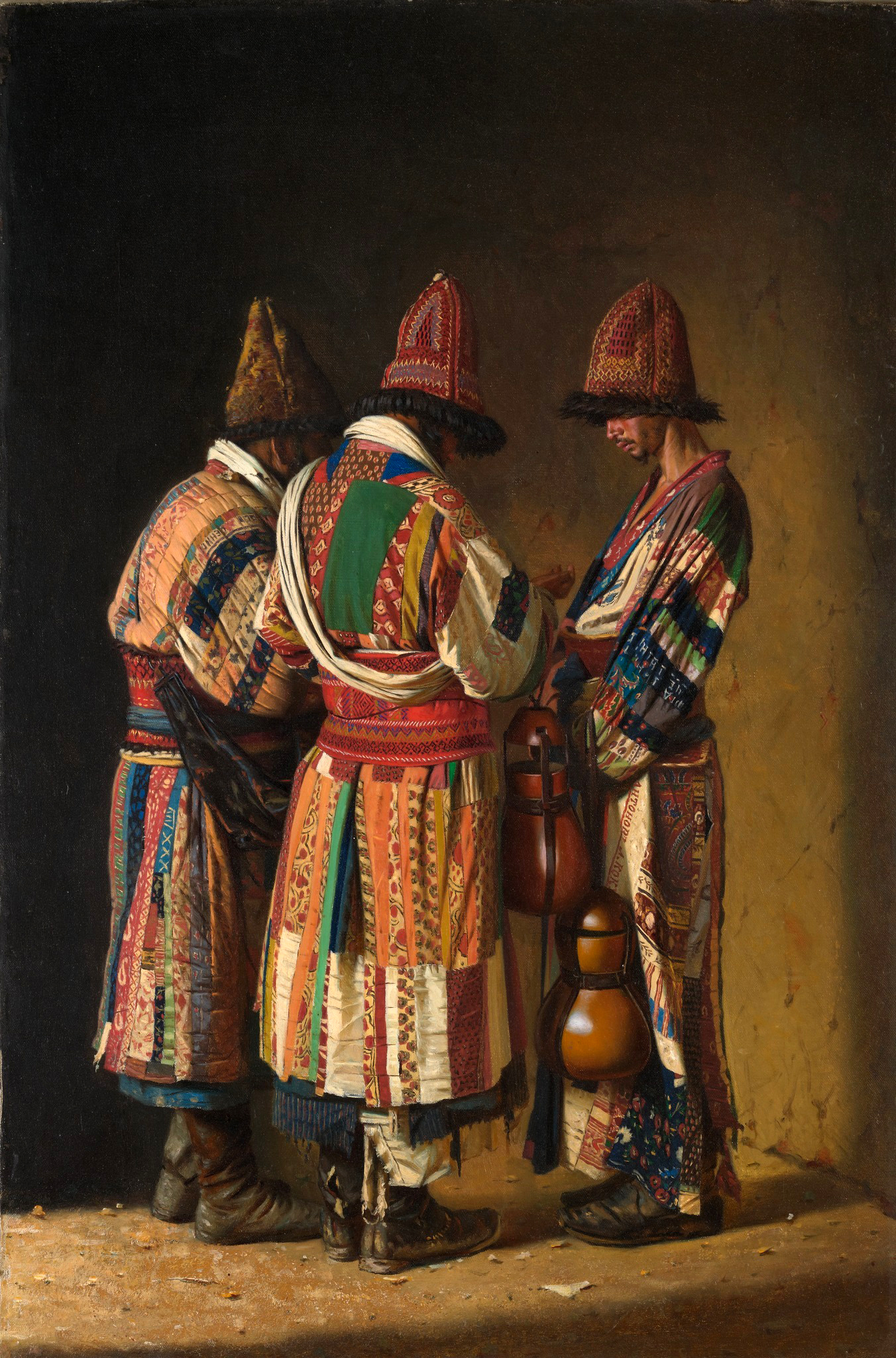
Derwisze w kołpakach (obraz W. Wierieszczagina)

Kołpak (tur. kalpak) – stożkowate nakrycie głowy złożone ze zszytych z sobą, zwężających się ku górze klinów. Pochodzenie jego jest wschodnie, tureckie lub perskie. Kołpak rozpowszechnił się na ziemiach Rzeczypospolitej w XVI stuleciu, a już w XVII wieku stał się jednym z elementów narodowego stroju polskiego. 
Kołpak polski, podobnie jak tatarski, najczęściej obszyty był wzdłuż dolnej krawędzi futrem. Zasadniczo jednak kołpak nie musi być nim obszyty, natomiast może w całości być wykonany z klinów futra. Nie muszą one mieć kształtu regularnego, jak również samo nakrycie głowy niekoniecznie musi mieć formę stożkowatą, lecz może też przypominać kształtem współczesny hełm.